# L'Arbre de Judas
L'Arbre de Judas (titre original : The Judas Tree) est un roman britannique de A. J. Cronin publié en 1961.

## Résumé
Un médecin qui a fait fortune dans l'industrie retourne en Écosse pour essayer de réparer une faute de jeunesse.